# Kurenivka, Cecelnîk
Kurenivka (în ucraineană Куренівка) este o comună în raionul Cecelnîk, regiunea Vinnița, Ucraina, formată numai din satul de reședință.

## Demografie
Componența lingvistică a satului Kurenivka
     Ucraineană (95,22%)
     Rusă (4,1%)
     Alte limbi (0,69%)
Conform recensământului din 2001, majoritatea populației satului Kurenivka era vorbitoare de ucraineană (95,22%), existând în minoritate și vorbitori de rusă (4,1%).